# Kożyl
Kożyl (ros. Кожиль) – wieś (dieriewnia) w Rosji, w Udmurcji, w rejonie głazowskim. W 2021 liczyła 818 mieszkańców.